# Yanaizu
Yanaizu (柳津町?) è una cittadina giapponese della prefettura di Fukushima.